# Gardin
Et gardin er et stykke stof som hænges i et vindue for at blokere lys og/eller muligheden for at kigge ind.